# Odmy
Odmy [ˈɔdmɨ] (tiếng Đức: Odmy) là một ngôi làng thuộc khu hành chính của Gmina Dąbrówno, thuộc huyện Ostródzki, Warmińsko-Mazurskie, ở miền bắc Ba Lan. Nó cách Ostróda  khoảng 28 kilômét (17 mi) về phía nam và cách thủ phủ khu vực Olsztyn 52 km (32 mi) về phía tây nam.